# Canillejas (métro de Madrid)
Canillejas est une station de la ligne 5 du métro de Madrid, en Espagne. Elle est établie sous la rue d'Alcalá, à l'intersection avec l'avenue d'Amérique, dans le quartier de Canillejas, de l'arrondissement de San Blas-Canillejas.

## Situation sur le réseau
La station se situe entre El Capricho au nord-est, en direction de Alameda de Osuna et Torre Arias au sud-ouest, en direction de Casa de Campo. Elle possède deux voies et deux quais latéraux.

## Histoire
La station est ouverte le 18 janvier 1980, lors de la mise en service d'une section de la ligne 5 depuis Ciudad Lineal. Elle demeure le terminus de la ligne jusqu'au 24 novembre 2006, quand est ouvert le prolongement jusqu'à Alameda de Osuna.

## Services aux voyageurs

### Accès et accueil
La station possède deux accès sur la rue d'Alcalá équipés d'escaliers et d'escaliers mécaniques, mais sans ascenseur.

### Intermodalité
La station est en correspondance avec les lignes d'autobus n°77, 101, 105, 114, 115, 140, 151, 165, 200, SE721, N4 et N5 du réseau EMT, ainsi qu'avec les lignes d'autobus interurbains n°211, 212, 222, 223, 224, 224A, 226, 227, 229, 261, 281, 282, 283, 284, 827, 828, VAC-044 et N202.